# MTU Friedrichshafen
Rolls-Royce Solutions GmbH, también conocida como MTU-Friedrichshafen, es un fabricante alemán de motores, sistemas de tracción y motorizaciones de combustión interna a gasolina y diésel. En un principio subsidiaria de DaimlerChrysler; hasta el 2006, cuando su venta total al consorcio EQT IV, un fondo privado de inversión, y después parte del conglomerado industrial Tognum Corporation, adquirido en 2011 por Daimler AG y Rolls Royce plc.
En 2014, Tognum pasó a llamarse Rolls-Royce Power Systems, habiéndose convertido en una filial al cien por cien de Rolls-Royce. 
La empresa fabrica motores especiales, motores para locomotoras, navíos, vehículos militares, para maquinaria agrícola, minería y equipos de construcción y ahora generadores diésel; y más recientemente celdas de combustible de carbonato para vehículos ecológicos.
MTU deriva de la conjunción de Motoren- und Turbinen-Union que traducido al español significa "Unión Fabricante de Motores y Turbinas".

## Historia
- 1909: Fundación de Luftfahrzeug-Motorenbau GmbH en Bissingen an der Enz como parte de la corporación Zeppelin. La compañía inicialmente manufactura motores para aerostatos y zeppelines.
- 1912: 1911/12 traslado de la planta a su ubicación actual en Friedrichshafen; la razón social se cambia a Motorenbau GmbH.
- 1918: Motorenbau GmbH es renombrada como Maybach-Motorenbau GmbH. Después del fin de la Primera Guerra Mundial la empresa inicia la producción de motores para vehículos.
- 1966: La fusión de las compañías como Mercedes-Benz Motorenbau Friedrichshafen GmbH junto a la Maybach-Motorenbau GmbH  da origen a la compañía Maybach Mercedes-Benz Motorenbau GmbH.
- 1969: Maybach Mercedes-Benz Motorenbau GmbH es renombrada como Motoren und Turbinen-Union Friedrichshafen GmbH. La industria en cuestión se hace subsidiaria de MTU München GmbH poseída en parte por Daimler-Benz AG y MAN AG hasta 1985.
- 1989: Incorporación de la MTU Friedrichshafen en el conglomerado Deutsche Aerospace AG (DASA), como una compañía del Grupo Daimler-Benz.
- 1994: Inicia la cooperación de MTU Friedrichshafen con la norteamericana Detroit Diesel Corporation
- 1995: MTU Friedrichshafen y MTU München se dividen; MTU Friedrichshafen se convierte en la subsidiaria directa del grupo Daimler-Benz AG.
- 2001: MTU Motoren- und Turbinen-Union Friedrichshafen GmbH es rebautizada MTU Friedrichshafen GmbH.
- 2005: A fines de 2005, el grupo DaimlerChrysler y su unidad de negocios Off-Highway, incluyendo MTU Friedrichshafen y la unidad de negocios Off-Highway de Detroit Diesel Corporation Off-Highway, son vendidas al conglomerado de inversiones del estado Sueco EQT Partners.
- 2006: La empresa es transferida al nuevo holding corporativo Tognum, siendo MTU Friedrichshafen su empresa central y compañía principal.
- 2009: MTU Friedrichshafen celebra su centenario. En el mismo año se hace la introducción de la nueva serie de motores del tipo Series 1600, dándole la posición de ser el producto de acceso a los demás del portafolio de maquinaria de MTU.
- 2011: El holding Tognum es adquirido por Daimler AG y Rolls Royce plc.
- 2014: Tognum pasó a llamarse Rolls-Royce Power Systems, habiéndose convertido en una filial al 100 por cien de Rolls-Royce.